# GAU-12
Die GAU-12/U „Equalizer“ (dt. Gleichmacher) ist eine fünfläufige, nach dem Gatling-Prinzip arbeitende Maschinenkanone im Kaliber 25 mm von General Dynamics.

## Entwicklung
Basierend auf der Technik der größeren GAU-8 wurde die Kanone Ende der 1970er-Jahre mit dem Standard-NATO-Kaliber 25 mm entwickelt. Dadurch konnte im Gegensatz zur schweren GAU-8 erheblich Gewicht und Größe eingespart werden, die Feuerkraft und Reichweite blieben aber dennoch groß.

## Einsatz
Sie wird als Bordkanone der AV-8B Harrier II verwendet. Bei der neuesten Version der AC-130U „Spooky II“ Gunship wird sie ebenfalls eingebaut. Des Weiteren diente sie als Flugabwehr-Geschütz auf den LAV-25-AD-Amphibienfahrzeugen des United States Marine Corps.
Bei der Lockheed Martin F-35 Lightning II wird die auf der GAU-12/U basierende weiterentwickelte vierläufige GAU-22/A verwendet.

## Technische Daten GAU-12
- Typ: fünfläufige Gatling-Kanone
- Kaliber: 25 mm
- Antrieb: elektrisch, pneumatisch, hydraulisch
- Länge: 2110 mm
- Breite: 256 mm
- Gewicht: 122 kg
- Kadenz: 3600 bis 4200 Schuss pro Minute
- Mündungsgeschwindigkeit: 1040 m/s
- Munition: HEI, API
- Munitionszuführung: mit oder ohne Gurtzuführung